# Sinophorus
Sinophorus är ett släkte av steklar som beskrevs av Förster 1869. Sinophorus ingår i familjen brokparasitsteklar.

## Dottertaxa tillSinophorus, i alfabetisk ordning[1][2]
- Sinophorus albidus
- Sinophorus albipalpus
- Sinophorus albotibialis
- Sinophorus alpinus
- Sinophorus amphipoeae
- Sinophorus amplificatus
- Sinophorus anisodontis
- Sinophorus apiculatus
- Sinophorus apocynae
- Sinophorus armillatus
- Sinophorus betulellae
- Sinophorus bilimbus
- Sinophorus borealis
- Sinophorus brevistylis
- Sinophorus bridgmanii
- Sinophorus brochus
- Sinophorus brunnifemur
- Sinophorus canadensis
- Sinophorus caradrinae
- Sinophorus centunculus
- Sinophorus columbiensis
- Sinophorus confusus
- Sinophorus constrictus
- Sinophorus costalis
- Sinophorus cotidianus
- Sinophorus crassifemur
- Sinophorus curvatus
- Sinophorus desertus
- Sinophorus dilatus
- Sinophorus erectus
- Sinophorus eruficinctus
- Sinophorus exartemae
- Sinophorus falcatus
- Sinophorus furus
- Sinophorus fuscicarpus
- Sinophorus geniculatus
- Sinophorus graeciensis
- Sinophorus halli
- Sinophorus heliothidis
- Sinophorus hydriae
- Sinophorus idahoensis
- Sinophorus inclivus
- Sinophorus indistinctus
- Sinophorus infimus
- Sinophorus inflatus
- Sinophorus japonicus
- Sinophorus juniperinus
- Sinophorus kasparyani
- Sinophorus katoensis
- Sinophorus lanceolatus
- Sinophorus latifossus
- Sinophorus leptofemur
- Sinophorus longifacies
- Sinophorus masoni
- Sinophorus megalodontis
- Sinophorus minutus
- Sinophorus moroccoensis
- Sinophorus neofurus
- Sinophorus neoprocerus
- Sinophorus nigricoxa
- Sinophorus nigridens
- Sinophorus nitidus
- Sinophorus obtusus
- Sinophorus orientis
- Sinophorus pallidus
- Sinophorus pectinatus
- Sinophorus peteri
- Sinophorus petiolatus
- Sinophorus planus
- Sinophorus platycephalus
- Sinophorus pleuralis
- Sinophorus popofensis
- Sinophorus poropleuron
- Sinophorus porosus
- Sinophorus prismatis
- Sinophorus procerus
- Sinophorus psycheae
- Sinophorus punctatus
- Sinophorus punctifrons
- Sinophorus relativus
- Sinophorus rhyacioniae
- Sinophorus robustus
- Sinophorus rotundus
- Sinophorus ruficoxa
- Sinophorus rufitergum
- Sinophorus rufoniger
- Sinophorus rugosus
- Sinophorus sabulus
- Sinophorus sapporoensis
- Sinophorus sarissophorus
- Sinophorus splendidus
- Sinophorus sticticalae
- Sinophorus striatus
- Sinophorus sulcatellus
- Sinophorus tahoensis
- Sinophorus teratis
- Sinophorus tibialis
- Sinophorus townesorum
- Sinophorus triangularis
- Sinophorus tricoloripes
- Sinophorus tumidus
- Sinophorus turionum
- Sinophorus validus
- Sinophorus variabilis
- Sinophorus varianae
- Sinophorus ventosus
- Sinophorus vericulus
- Sinophorus villosus
- Sinophorus woodorum
- Sinophorus wushensis
- Sinophorus xanthocoxa
- Sinophorus xanthostomus